# Racomitrium aduncoides
Racomitrium aduncoides är en bladmossart som beskrevs av Bednarek-ochyra 1999. Racomitrium aduncoides ingår i släktet raggmossor, och familjen Grimmiaceae. Inga underarter finns listade i Catalogue of Life.